# Кеклик європейський
Кеклик європейський (Alectoris graeca) — вид куроподібних птахів родини Фазанові (Phasianidae).

## Поширення та чисельність
Вид поширений у горах Південної Європи. Трапляється в Альпах, на Апеннінах, на Сицилії і на Балканському півострові. Загальна чисельність популяції оцінюється у 40-55 тис. гніздових пар, з них в Італії — 10-20 тис. пар.

## Опис
Тіло завдовжки 32-38 см, вага — близько 400—700 г. Тіло велике і досить щільне, а голова дуже маленька. Розмах крил — 45-55 см. Хвіст короткий, прямий або трохи клиноподібної форми. Ноги короткі, чотирипалі, з гострими кігтями на пальцях. У самців є добре помітні, але тупі шпори на ногах. Дзьоб короткий, маленький і трохи загнутий на кінці. Основне забарвлення тіла — світло-сіре. Груди коричневі з характерною чорною смугою, що простягається до очей і лоба. Горло біле. На боках є поперечні сірі, чорні, бежеві і червоні смуги. Дзьоб і ноги рожевого кольору.

## Спосіб життя
Селиться переважно на кам'янистих або порослих травою стрімких схилах. Веде осілий спосіб життя. Живе у невеликих зграях, лише у сезон розмноження тримається парами. Живиться насінням, ягодами, плодами, інколи комахами та іншими безхребетними.

### Розмноження
Статевозрілими стають вже до першого року життя. Моногамні птахи. Пару обирають лише на один сезон. Гніздитися починають з березня. У шлюбний період самець ходить перед самицею і демонструє їй свої поперечні смужки на крилах і комірець. При цьому він витягує шию і волочить по землі крила. Самиця викопує невелику ямку в землі під кущем, під скелею, рідше на відкритій території серед каменів. На дно ямки самиця вистилає пір'я, траву або гілочки. Обидва партнери захищають свою ділянку від хижаків та від інших кекликів. Самиця відкладає від 7 до 23 яєць, в середньому 14-15. Інкубаційний період триває протягом 3-х тижнів. Пташенята з'являються на світ дуже слабкими, але досить швидко розвиваються. Вже через пару днів вони залишають гніздо, і самиця відводить їх у безпечніше місце. У тритижневому віці молоді птахи об'єднуються в зграї до 30-40 особин.

## Підвиди
- A. g. saxatilis поширений в Альпах і Апеннінах
- A. g. whitakeri поширений на Сицилії
- A. g. graeca поширений на Балканах